# كولبي كيلات
كولبي كيلات هي مغنية وكاتبة أغاني أمريكية ولدت في 28 مايو 1985.

## روابط خارجية
كولبي كيلات على موقع IMDb (الإنجليزية)
- كولبي كيلات على موقع ميوزك برينز (الإنجليزية)
- كولبي كيلات على موقع رولينغ ستون (الإنجليزية)
- كولبي كيلات على موقع تيرنر كلاسيك موفيز (الإنجليزية)
- كولبي كيلات على موقع إن إن دي بي (الإنجليزية)
- كولبي كيلات على موقع أول ميوزيك (الإنجليزية)
- كولبي كيلات على موقع ديسكوغز (الإنجليزية)
- كولبي كيلات على موقع قاعدة بيانات الفيلم (الإنجليزية)